# Steliana Nistor
Steliana Nistor (Nagyszeben, 1989. szeptember 15. –) olimpiai bronz-, világbajnoki ezüstérmes és Európa-bajnok román szertornász, edző.
2006-ban került fel a Nemzetközi Torna Szövetség Világszínvonalú tornászok listájára.

## Életpályája
Két bátyja van, Marian és Bogdan.
Öt éves korában a nagyszebeni CSŞ Sibiu sportklubban kezdett tornázni, ahol Mihaela Stănuleț figyelt fel rá, majd Raluca Bugner edzette.
A juniorválogatottban Ónfalván, amelynek 2002-ben lett tagja, edzői Livia Ponoran, Raluca Bugner, Marius Vintilă, Daniel Nistor, Cătălin Meran és Ovidiu Şerban voltak.
2004-ben jutott be Dévára a felnőttválogatottba, ahol a Nicolae Forminte vezette csapat edzette.
A felemás korláton végzett magasabb nehézségű gyakorlata volt az erőssége.

### Juniorként
Az országos juniorbajnokságon 2001-ben bajnoki címet szerzett egyéni összetettben, felemás korláton és gerendán, és bronzérmes volt talajon.
2002-ben a "Reménységek" korosztályban első helyezett volt felemás korláton, negyedik egyéni összetettben és talajon, ötödik ugrásban.

#### Európa-bajnokság
A 2004-ben Amszterdamban megrendezett junior Európa-bajnokságon egyéni összetettben és talajon aranyérmet szerzett, a csapattal (Sandra Izbașa, Alina Stănculescu, Oana Zbenghea és Rodica Marinescu) és ugrásban pedig ezüstöt.

### Felnőttként

#### Országos eredmények
A Nagyszebenben 2002-ben megtartott országos bajnokságon huszadik volt egyéni összetettben.
2003-ban Bákóban bajnoki címet szerzett egyéni összetettben.
2004-ben Konstancán a "Reménységek" korosztályban egyéni összetettben és mind a négy szeren bajnoki címet szerzett.
2006-ban Ploiești-en bajnoki címet szerzett felemás korláton, ezüstérmet egyéni összetettben, negyedik volt ugrásban és hatodik talajon, illetve gerendán.
2007-ben ugyancsak Ploiești-en bajnoki címet szerzett egyéni összetettben és felemás korláton, ezüstérmet gerendán, és egy-egy bronzot talajon és ugrásban.
Egyéni összetettben, felemás korláton és ugrásban is bajnoki címet szerzett 2008-ban, szintén Ploiești-en, továbbá ezüstérmet talajon és bronzot gerendán.

#### Nemzetközi eredmények
2004-ben megnyerte a japán Chunichi Kupát.
Az Arthur Gander Emlékversenyen 2006-ban második helyezett volt egyéni összetettben.
A 2006-os Nagy-Britannia-Románia találkozón egyéni összetettben és s csapattal is első, a Hollandia-Románián a csapattal első, egyéni összetettben második, a 2008-as Nagy-Britannia-Románián és a Románia-Nagy-Britannián ismét első a csapattal és egyéni összetettben is.
2006-ban a Svájci Kupán Marian Dragulescuval második helyezett volt, a következő évben Flavius Koczival már meg is nyerte a kupát.
Románia Nemzetközi Bajnokságán 2007-ben aranyérmet nyert egyéni összetettben, felemás korláton és gerendán, valamint ezüstöt talajon, 2008-ban minden számban bajnoki címet szerzett.
Gentben a 2007-es Világkupán gerendán és talajon első, felemás korláton második helyezett volt.

##### Európa-bajnokság
Pályafutása során három Európa-bajnokságon vett részt összesen öt érmet, egy-egy aranyat és bronzot, illetve három ezüstöt szerezve.
Először 2006-ban Vóloszban, ahol a csapattal (Sandra Izbașa, Cătălina Ponor, Florica Leonida és Alina Stănculescu) ezüstérmet nyert, felemás korláton pedig hatodik helyet ért el.
Másodszor 2007-ben Amszterdamban, ahol ezéstérmet szerzett felemás korlátot, bronzot gerendán a görög Stefani Bismpikou-val megosztva, negyedik volt egyéni összetettben és ötödik talajon.
Harmadszor Clermont-Ferrandban 2008-ban, ahol a csapattal (Anamaria Tămârjan, Sandra Izbașa, Cerasela Pătrașcu és Gabriela Drăgoi) nyert bajnoki címet, ezüstérmes volt felemás korláton, továbbá hatodik gerendán a spanyol Lenika de Simone-nal megosztva.

##### Világbajnokság
Első világbajnokságán, 2006-ban Aarhusban negyedik helyet ért el egyéni összetettben és a csapattal (Cristina Chiric, Daniela Druncea és Sandra Izbașa), hetediket felemás korláton és gerendán.
Második világbajnoksági részvételén, 2007-ben Stuttgartban, három érmet szerzett: egy bronzot a csapattal (Cătălina Ponor, Sandra Izbașa, Cerasela Pătrașcu, Daniela Druncea és Andreea Grigore) és egy-egy ezüstöt egyéni összetettben, illetve gerendán (Li Shanshannal megosztva), továbbá hatodik helyen végzett felemás korláton.

##### Olimpiai játékok
Az olimpiai játékoknak egyetlen kiadásán, 2008-ban Pekingben vett részt, a csapattal (Andreea Acatarinei, Gabriela Drăgoi, Andreea Grigore, Sandra Izbașa és Anamaria Tămârjan) szerezve bronzérmet. Elért továbbá egy ötödik helyet egyéni összetettben, hetediket pedig felemás korláton.

### Visszavonulása után
Visszavonulása után egy ideig szülővárosában, majd a norvégiai Drammenban edzőként tevékenykedett.
2008-ban kezdte meg egyetemi tanulmányait, majd mesteri képzését a Nagyszebeni Lucian Blaga Egyetem Testnevelési és Sport tanszékén edzés és teljesítmény szakirányon.

## Díjak, kitüntetések
A Román Torna Szövetség 2003-ban, 2004-ben, 2006-ban és 2007-ben (első helyen) és 2008-ban is beválasztotta az év tíz legjobb női sportolója közé.
2006-ban vette fel a Nemzetközi Torna Szövetség Világszínvonalú tornászok listájára.
Szeben megye Sportigazgatósága 2007-ben és 2008-ban is a megye legjobb sportolójává választotta meg.
2008 áprilisában a Sport Érdemrend III. osztályával, augusztusában pedig a Sport Érdemrend III. osztálya 2 zsinórral érdemrendekkel tüntették ki.